# 王其輝
丹斯里拿督阿馬王其輝（1914年—2000年）砂拉越華人政治活動家，前古晋国会议员（1971－1982）。祖籍福建同安县积善里白礁社（今漳州市龍海市角美镇白礁村），生於砂拉越古晉市，出身名門望族。

## 家世
王其輝的祖父古晉華人總僑長（華人甲必丹）王長水（1864—1950），父親王觀興（1896-1982）亦是華人總僑長，知名的華社領袖。王觀興是華人商會主席，1937年被委任為砂拉越立法局兩位華人議員之一。

## 求學與就業生涯
王其輝在古晉市聖湯姆斯英文學校和聖安德魯中學(新加坡)肄業，後來在馬來亞沙登農學院專攻農業課程。畢業後，赴英國劍橋大學深造。1936年學成返國，受僱於砂拉越農業部。1941年起任中央農業研究站主任。 1946年辭職經商。先在其岳父拿督斯里黃慶昌開設的公司任職，擔任黃慶昌有限公司的董事局秘書和聯昌銀行經理。黃慶昌是當年的砂拉越首富，本身又是銀行家，故而在社會上的聲望極高。王其輝後任馬加里斯特輪船有限公司、慕娘屋業發展有限公司、熱帶海產公司、綠寶汽水有限公司、婆羅洲聯合企業有限公司等企業的董事長。

## 從政生涯
1953－1965年任古晉市議會議員，1960－1965年任市議會主席。 1955年被委為砂拉越立法議員，1956更晉級為最高議會議員，正由於他豐厚的身世背景，和與英殖民地政府，特別是總督的關係良好，使以他為首的砂拉越人民聯合黨，在申辦註冊手續上方便了不少。
1959年6月12日創建砂拉越人民聯合黨，當選主席。該黨成員多為華人。1963年領導人聯黨參與砂拉越加入大馬後的首次大選，並被推舉為國、州議員，接著在1964、1969、1974和1978年的選舉中，繼續蟬聯中選為古晉區的國會議員。1970年人聯與土保黨組成聯合政府，同年的12月，王其輝奉召入閣，1970年任馬來西亞政府不管部部長。1971年任工藝、研究及地方政府部長。1973年兼任農業大學副校長，從此仕途通暢。1974年任地方政府與環境事務部長。1976－1982年任馬來西亞科學、工藝與環境部長。曾任古晉中華學校董事會主席、古晉福建會館主席、華人社團信託局秘書、古晉中華總商會秘書長等。1982年由楊國斯繼任砂拉越人民聯合黨主席。

## 殊勳
他被砂拉越政府授予「拿督」，後來升為「拿督斯里」（PNBS）和「拿督阿馬」（DA）。沙巴州政府授予「拿督」（PGBK）和1975年獲馬來西亞最高元首封賜「丹斯里」（ PMN）等勳銜。

## 家族特色
- 王其輝家族在古晉以其家族成員命名的道路共八條，據古晉道路列表（英语：List of roads in Kuching）共七條：
  - 曾祖友海路（Jalan Ewe Hai）
  - 祖父王長水路（Jalan Ong Tiang Swee）
  - 父親王觀興路（Jalan Ong Kwan Hin）
  - 四叔王合隆路（Jalan Ong Hup Leong）
  - 王其輝路（Jalan Ong Kee Hui）
  - 王其輝與親戚合稱—辉盛路（Jalan Hui Sing）
  - 大姑丈黄庆昌路（Jalan Datuk Wee Kheng Chiang）[2]之外；
    - 另有其大姑王秀英路（Jalan Datin Wee Siew Eng，從夫黃慶昌姓Wee）[3]
- 王其輝創辦人聯黨，並擔任23年首任黨主席。[4]
- 古晉福建公會首五任主席連任逾百年（1871—1972），王友海、王長水、黃慶昌、王觀興與王其輝皆出自該家族。[5]
- 王友海、田祈旺、黃慶昌、陳三元、陳桂春及黃佛德接連出任古晉中华总商會（前身為砂拉越华商商会，間中曾數次改名）主席。[6]
- 与田考家族有三段姻亲关系：
  - 王安娘（王友海長女）=田君（田考孫子、田祈顺侄子）
  - 王长修（王友海兒子）=田氏（田考孙女、田祈顺侄女）
  - 王合兴（王友海孫子、王長水長子）=田春娥（田考孙女、田祈顺女儿）
- 与黃慶昌家族有兩段姻亲关系：
  - 王秀英（王友海孫女、王長水長女）=黄庆昌
  - 王其辉（王長水孫子、王觀興次子）=黄美惜（表妹、黄庆昌次女）
- 与陈杰荣家族有兩段姻亲关系：
  - 王安娘（王友海長女）=陈杰荣
  - 王合隆（王友海孫子、王長水三子）=陈氏（表妹、陈杰荣长女）

## 家族成員[7][8]
高祖王坤殿？—1837=王妻，3子3女
- 曾祖王友海1830—1889，生于新加坡[1]，1889年逝於新加坡[9]。

### 王一宅（砂拉越古晉）[10]
- 曾祖母張淑恭1840—1929，生於印尼三發的客家人，幼年随父亲迁至伦乐，父亲或为首批13户到伦乐开荒的张四，原因為1850—1854年西加里曼丹多家金礦公司與荷屬東印度發生戰爭[11]；共一子三女[9]
  - 大姑婆王安娘
    - 先嫁田君（田考1828—1894孫子、田祈顺1864—1910[12]侄子）[13]，不久離婚，與其無子女
    - 再嫁陈杰荣（为填房）
      - 兩女
      - 陳三元1883—1942[14]（陈杰荣前妻所生）
        - 陳桂春1906—1971[14]

  - 祖父王長水1864—1950创办中华银行，三房妻妾，1950年寿终正寝时，计有7子3女、110内外孙，和121员内外曾孙跪守在灵前。
    - 先娶新加坡女子（早逝，无子女），再娶妻曾夙惠1868—1915（10男5女）、妾田华庆（阿蕾，3男1女）
    - 大伯王合興1888—1914（因病早逝）=田春娥（田考孫女、田祈顺女儿）
      - 2子1910及1911—？、1女1914—？

    - 大姑王秀英=拿督斯里黃慶昌1890—1978，新加坡大華銀行創辦人；黃共有5子10女[15]
      - 長子黃賢德[16][17]
      - 次子黃賢仁[16][17]
      - 三子拿督阿瑪黃佛德1927—2005=拿汀阿玛黄彭玉莲1932—，4男3女[16][18]
        - 長子黃良生=游碧玉，2名儿女
        - 次子拿督黃良杰1958—[19]=Dona Drury（美籍父亲与伊班裔母亲）[20]，4名儿子
          - 黄惟玄、黄惟嗣、黄惟旸、黄惟丞[21]

        - 三子黃良毅=張氏，3男2女
        - 幼子黃惟麟
        - 长女黃兆仪=何京笙，3男1女
        - 次女黃兆瑟，2男1女
        - 幼女黃兆文=Jun Gonzales，2名女儿

    - 姑丈黃慶昌1890—1978=許玉秀活至90余岁[22][23]
      - 四子黄祖耀1929—2024，大華銀行榮譽主席，三子两女[24][25][26][27]
        - 长子黄一宗（英语：Wee Ee Cheong）1953—，两子一女[28]
          - 长子黄鼎文1980—=黄慧莲[29]
          - 次子黄鼎全1984—

        - 次子黄一超[30]
        - 三子黄一林1962—
        - 长女黄玮玲1951—，一男两女、五名外孙[31]
          - 次女陈心慧=罗正雄1980—，两子
            - 长子Ian2011—
            - 幼子Bryan2013—

        - 幼女黄玮琪[30]

      - 五子黃祖棉1938或之后—1992=章素贞1940年代？—，2子[15]
        - 长子黄武权1967—
        - 幼子黄武智1969—

      - 幼女黄美云1937或之前—=陈远才，两子一女[23][32]

    - 父親王觀興1896—1982=黃氏[33]
      - 长子丹斯里王其輝1914—2000=表妹黃美惜？—1985[34]（黃慶昌次女），1937年11月中旬結婚，2子6女[1]
        - 幼子王良喜1940—[35][36]

    - 四叔王合隆=表妹陳氏（姑丈陈杰荣長女），于砂拉越王国与英属砂拉越担任过官委国会议员，和相当于内阁部长职的最高议会议员；并曾擔任砂拉越赛马公会主席（1952—1957）
    - 五叔炎兴？—1923和六叔汉福？—1923，於1923聖誕節隔天在倫樂外海與田文通？—1923（田考大房长子田祈福唯郎），合共六人全數遊船遇難。
    - 2名姑母王秀玲與王秀珍

  - 兩名姑婆王玉莲和王裕娘[9]

### 王二宅（新加坡）
- 在新加坡的妻室育有3子1女[1][9]
  - 伯公王長修（亦稱王長順）1856—1934[37][38][39]，因田氏離去而家變導致精神失常
    - 先娶田氏（田考孫女、田祈顺侄女）[13]
    - 另娶林氏1859—1928[37][40]
    - 1934年去世時有9子5女、48人內外孫、10人內外曾孫[38]

  - 叔公王纯智（亦稱王順智）1871—1946[39][41][42]=張氏？—1953[43]；王纯智1899年出任新加坡女子学校義務秘書[44]，1915年受委新加坡太平局紳（Justice of the Peace，JP）[45][46]，妻子張氏同其合葬在武吉布朗坟场（Bukit Brown Cemetery）[45][47]
    - 5子

  - 姑婆王氏=邱宗诚1845—1925[48]
    - 2子

## 注脚
1. ↑  因未有直接的州选区选举，王氏被委任为第7届砂州议会议员

## 外部連結
- 中華僑鄉網：王其輝[永久]

- 激情的岁月②：人联党成立（中）

- ＜档案说话＞系列④ 过埠新娘（上）

- 《闽潮波澜》系列24门阀与财阀③